# Daniel Swarovski
Daniel Swarovski (Georgenthal bei Gablonz, 24 ottobre 1862 – Wattens, 23 gennaio 1956) è stato un imprenditore e inventore austriaco di origine ceca, fondatore della Swarovski.

## Biografia
Nacque in Boemia nell'allora Impero austriaco (ora Jiřetín pod Bukovou, Repubblica Ceca) da Franz Anton Swarovski e Helene Swarovski. Come molti nella zona in cui viveva, suo padre era un vetraio e Swarovski imparò l'arte del taglio del vetro per la prima volta nella piccola azienda di suo padre. In seguito studiò a Parigi e Vienna. In quest'ultima città incontrò Frantisek Krizik e visitò nel 1883 l'Esposizione dell'elettricità.
Nel 1892 brevettò una taglierina elettrica che facilitava la produzione di gioielli in cristallo al piombo, che fino ad allora dovevano essere tagliati a mano. Nel 1895 si trasferì definitivamente in Austria e collaborò con Armand Kosmann e Franz Weis per formare la "A. Kosmann, D. Swarovski & Co.". Insieme i tre soci costruirono una fabbrica per il taglio del cristallo a Wattens in Tirolo, sfruttando l'energia idroelettrica per i processi di molatura ad alta intensità energetica brevettati dallo stesso Swarovski.